# Socialisti Italiani
Socjaliści Włoscy (wł. Socialisti Italiani, SI) – włoska socjaldemokratyczna partia polityczna, uważająca się za kontynuatorkę Włoskiej Partii Socjalistycznej, działająca w latach 1994–1998.

## Historia
Partia została założona jesienią 1994, kiedy to po wyborach w 1994 rozwiązała się Włoska Partia Socjalistyczna. Liderami nowej formacji zostali Ottaviano Del Turco i Enrico Boselli. W wyborach w 1996 ugrupowanie wzięło udział w ramach Drzewa Oliwnego, a jego przedstawiciele kandydowali pod szyldem Odnowienia Włoskiego, uzyskując po kilka mandatów w obu izbach parlamentu XIII kadencji. Wiosną 1998 partia zjednoczyła się z PSDI i mniejszymi grupami socjaldemokratów, współtworząc ugrupowanie pod nazwą Włoscy Demokratyczni Socjaliści.